# KEK West

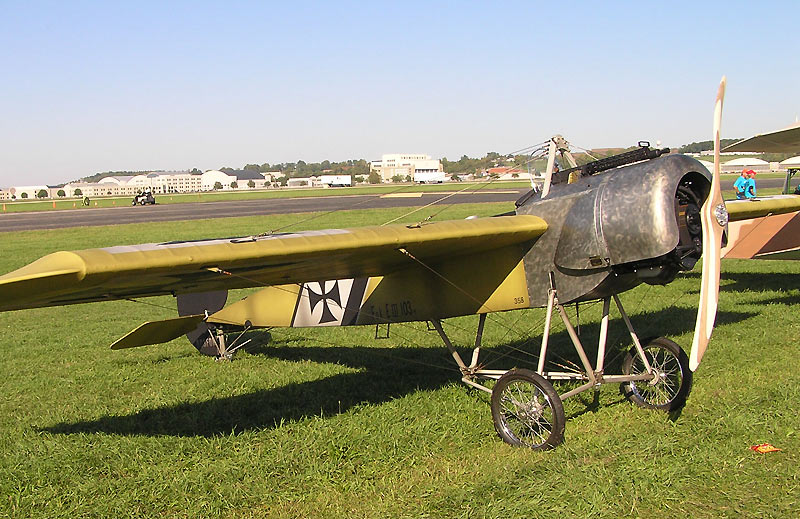
Fokker E.III – samolot będący na wyposażeniu KEK West w 1916 roku

Kampfeinsitzerkommando West – KEK West – jednostka lotnictwa niemieckiego Luftstreitkräfte z okresu I wojny światowej.

## Informacje ogólne
Jednostka została utworzona 1 kwietnia 1916 roku w Vaux, w jednym z pierwszych etapów reorganizacji lotnictwa. Składała się z kilku jednomiejscowych uzbrojonych samolotów Fokker E.III przydzielonych do dowództwa 7 Armii.. Pilotami przydzielonymi do jednostki byli lotnicy z FFA 7, FFA 11 oraz FFA 39. W końcu września 1916 roku w kolejnym etapie reorganizacji lotnictwa niemieckiego na bazie między innymi tej jednostki utworzono eskadrę myśliwską Jasta 12.
W KEK West służyli między innymi późniejsze asy myśliwskie: Josef Jacobs, Hans Gustav Röhr

## Dowódcy Eskadry
| Stopień   | Nazwisko  | Okres                  |
| --------- | --------- | ---------------------- |
| Porucznik | Hoenmanns | 1916 – xx.xx.xxx       |
|           |           | x.xx.xxxx – 28.09.1916 |